# RhB ABe 8/12
De ABe 8/12 ook wel Allegra genoemd is een elektrisch treinstel van de Rhätische Bahn (RhB) met een lagevloerdeel, en bestemd voor regionaal personenvervoer.

## Geschiedenis
De treinen werden voor de Rhätische Bahn (RhB) ontwikkeld door Stadler Rail ter vervanging van onder meer Ge 4/4 I, ABe 4/4 II en Be 4/4.
Op 14 oktober 2009 was de introductie van het type ABe 8/12 bij Stadler Rail in Altenrhein. In mei 2010 werden de eerste vijf treinen bij Rhätische Bahn (RhB) in dienst gesteld. Aan het eind van 2010 werden de treinen van de volgserie in dienst gesteld.

### Snelheidsrecord
Ter gelegenheid van het afscheid van directeur Erwin Rutishauser reed op 20 december 2010 de Allegra 3502 met een snelheid van 145 km/h door de Vereinatunnel.
Tijdens een afname rit werd op 5 december 2009 een snelheid van 139 km/h bereikt. In juni 2009 reed bij de Regionaal Bern-Solothurn (RBS) een treinstel van het type RABe 4/12 "Next" een snelheid van 134 km/h.

### Slijtage
Op 3 september 2013 werd bekend dat de assen van de eerste serie Allegra-treinstellen last hadden van extreme slijtage. Stadler Rail heeft daarom nieuwe assen geleverd, die langer mee zouden moeten gaan.

### Inzet op het RhB-netwerk
De treinstellen worden ingezet op de Albulabahn, de Arosabahn en de Berninabahn.

## Constructie en techniek
Het treinstel is opgebouwd uit een aluminium frame met een frontdeel van met glasvezelversterkte kunststof. Het tussenrijtuig heeft een lagevloerdeel en een gesloten toiletsysteem. De treinen zijn uitgerust met luchtvering.
De treinen van het type ABe 8/12 zijn opgebouwd uit drie delen en bestaan uit twee motorwagens met een stuurstand en een tussenrijtuig zonder aandrijving. Deze treinen kunnen tot drie stuks gecombineerd rijden.
De treinen van het type ABe 8/12 (serie 3501-3515) zijn geschikt om op twee spanningen te kunnen rijden: 11 kilovolt wisselspanning bij 16,7 Hz en 1000 volt gelijkspanning. Het motorvermogen bedraagt 2600 kilowatt. De serie 3101-3105 heeft een enkelvoudig systeem en rijdt op 11.000 volt wisselspanning. Het motorvermogen bedraagt 1400 kilowatt. De gelimiteerde topsnelheid van beide series bedraagt 100 km/h.

#### Nummers en namen
De treinen werden door de Rhätische Bahn (RhB) als volgt genummerd en de in 2009 in gebruik gestelde treinen kregen op 8 mei en 9 mei 2010 de volgende namen.
| Nummer       | Samenstelling                                  | Naam                | Opmerkingen |
| ------------ | ---------------------------------------------- | ------------------- | ----------- |
| eerste serie |                                                |                     |             |
| 3501         | ABe 4/4 - 35101 + Bi - 35601 + ABe 4/4 - 35001 | Jan Willem Holsboer |             |
| 3502         | ABe 4/4 - 35102 + Bi - 35602 + ABe 4/4 - 35002 | Friedrich Hennings  |             |
| 3503         | ABe 4/4 - 35103 + Bi - 35603 + ABe 4/4 - 35003 | Carlo Janka         |             |
| 3504         | ABe 4/4 - 35104 + Bi - 35604 + ABe 4/4 - 35004 | Dario Cologna       |             |
| 3505         | ABe 4/4 - 35105 + Bi - 35605 + ABe 4/4 - 35005 | Giovanni Segantini  |             |
| tweede serie |                                                |                     |             |
| 3506         | ABe 4/4 - 35106 + Bi - 35606 + ABe 4/4 - 35006 | Anna von Planta     |             |
| 3507         | ABe 4/4 - 35107 + Bi - 35607 + ABe 4/4 - 35007 | Benedetg Fontana    |             |
| 3508         | ABe 4/4 - 35108 + Bi - 35608 + ABe 4/4 - 35008 | Richard Coray       |             |
| 3509         | ABe 4/4 - 35109 + Bi - 35609 + ABe 4/4 - 35009 | Placidus Spescha    |             |
| 3510         | ABe 4/4 - 35110 + Bi - 35610 + ABe 4/4 - 35010 | Alberto Giacometti  |             |
| 3511         | ABe 4/4 - 35111 + Bi - 35611 + ABe 4/4 - 35011 | Otto Barblan        |             |
| 3512         | ABe 4/4 - 35112 + Bi - 35612 + ABe 4/4 - 35012 | Jörg Jenatsch       |             |
| 3513         | ABe 4/4 - 35113 + Bi - 35613 + ABe 4/4 - 35013 | Simeon Bavier       |             |
| 3514         | ABe 4/4 - 35114 + Bi - 35614 + ABe 4/4 - 35014 | Steivan Brunies     |             |
| 3515         | ABe 4/4 - 35115 + Bi - 35615 + ABe 4/4 - 35015 | Alois Carigiet      |             |

## Treindiensten
Deze treinstellen worden door de Rhätische Bahn (RhB) samen met de Albulabahn-rijtuigen en de Bernina-Panorama rijtuigen ingezet op het traject tussen Chur en St. Moritz/Tirano over onder meer de Albulabahn en de Berninabahn.
- Chur - Arosa-Bahn ('Arosabahn')
- Chur - Tirano (met panoramarijtuigen van de Bernina Express)
- Davos - St. Moritz - Tirano (met panoramarijtuigen van de Bernina Express)
- St. Moritz - Tirano (Berninabahn)

## Foto's

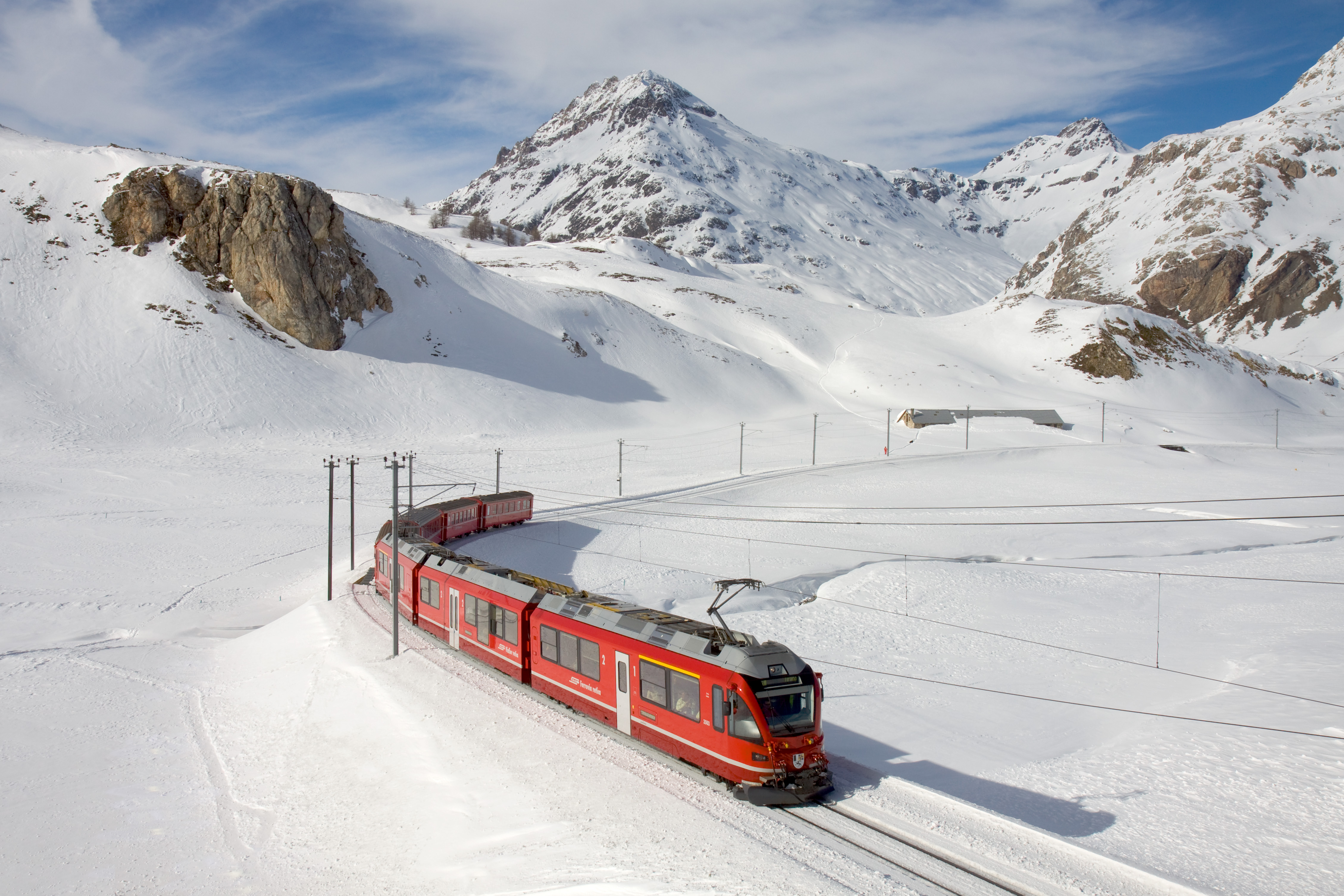
RhB ABe 8/12 ALLEGRA bij Ospizio Bernina